# Claus Jacobsen
Claus Jacobsen (ur. 21 września 1971 w Esbjergu) – duński żużlowiec.

## Życiorys
Srebrny medalista indywidualnych mistrzostw Danii (1994). Finalista indywidualnych mistrzostw świata juniorów (Lonigo 1989 – VIII miejsce). Dwukrotny uczestnik eliminacji indywidualnych mistrzostw świata: w 1992 zajął XIII m. w finale skandynawskim w Elgane, natomiast w 1994 zajął X m. w finale skandynawskim w Eskilstunie, ale po kontuzji Pera Jonssona zdobył awans do półfinału światowego w Bradford, w którym również zajął X miejsce.
W lidze brytyjskiej reprezentant klubów: Ipswich (1993) oraz Arena-Essex (1993).